# Râul Valea Luncii, Beiușele
Râul Valea Luncii este un curs de apă, afluent al râului Beiușele. 

## Hărți
- Harta Munților Vlădeasa
- Harta munții Bihor-Vlădeasa  Arhivat în 9 iunie 2008, la Wayback Machine.
- Harta munții Apuseni